# Kimin Kim

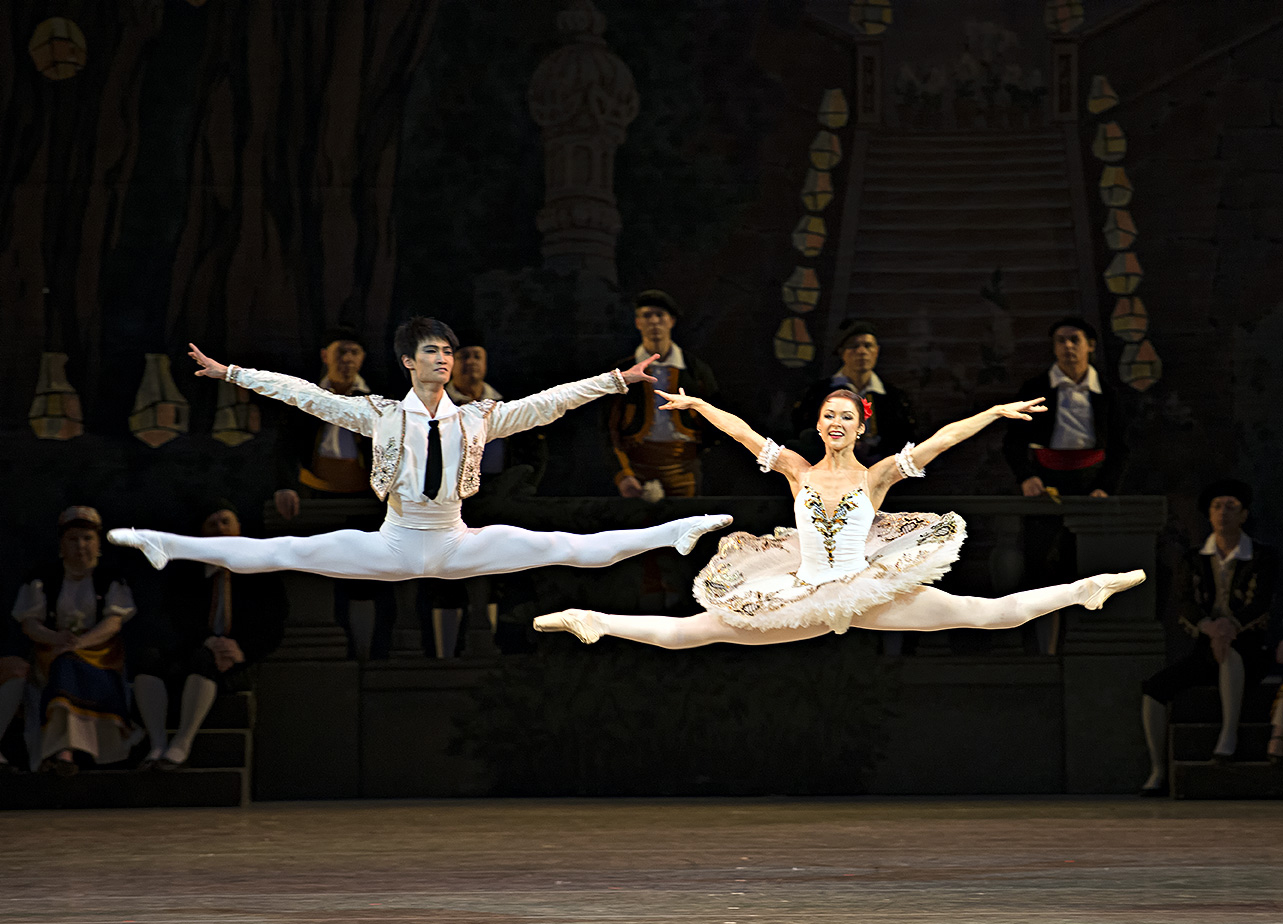
Grand jeté avec Elena Evseeva dans Don Quichotte (2012).

Kimin Kim (en coréen 김기민, en russe Кимин Ким) né le 28 octobre 1992 à Séoul est un danseur classique sud-coréen premier danseur étranger à avoir été nommé étoile du Mariinsky de Saint-Pétersbourg. Il est danseur principal du Mariinsky et se présente sur les grandes scènes internationales (Vienne, Paris, New York, etc.) Il est particulièrement reconnu dans ses interprétations du Corsaire (Conrad), de La Bayadère (Solor) ou de Don Quichotte (Basilio).

## Biographie
Kimin Kim est le fils d'un fonctionnaire et d'une musicienne. C'est en admirant son frère aîné Kiwan prendre des cours de danse (c'est aujourd'hui un danseur étoile du ballet national de Séoul) et après avoir assisté à La Belle au bois dormant qu'il se lance lui aussi à dix ans dans la danse[source insuffisante].
Il étudie à la Seoul Art High School et à l'université nationale des arts de Corée auprès de Vladimir Kim. En 2008, il obtient le premier prix au concours international de ballet de Rome. Le directeur du Mariinsky en tournée 2010 à Séoul, Youri Fateïev, accepte de lui faire passer une audition. Il obtient un stage au Mariinsky et en juillet 2012 il est en nommé premier soliste, en avril 2015, étoile[source insuffisante]. C'est la première fois qu'un étranger est nommé de la sorte. Il débute avec l’American Ballet Theatre en tant que soliste dans La Bayadère au printemps 2015 au Metropolitan Opera House. En 2016, il remporte le prix Benois de la danse, mais quelque temps plus tard, il souffre d'une fracture du pied mettant sa carrière entre parenthèses et donc en danger pendant un an[source insuffisante].
Il est acclamé en Solor et l’idole d’or de La Bayadère, Ali  et Conrad dans Le Corsaire (comme à Vienne en 2019 avec Maria Yakovleva où la critique le qualifie d'« époustouflant »), Siegfried dans Le Lac des cygnes, Albrecht dans Giselle, et surtout en Basilio de Don Quichotte (comme en février 2021 avec Viktoria Terechkina dans la version d'Alexandre Gorski), etc. Kimin Kim mesure 1,83 m.
En février 2021, Kimin Kim se produit sur la scène de l'opéra de Séoul (où il était venu en 2018 dans Don Quichotte) pour danser avec Olga Smirnova dans La Bayadère du 27 avril au 2 mai 2021.